# Ortenauer Reichsritterschaft

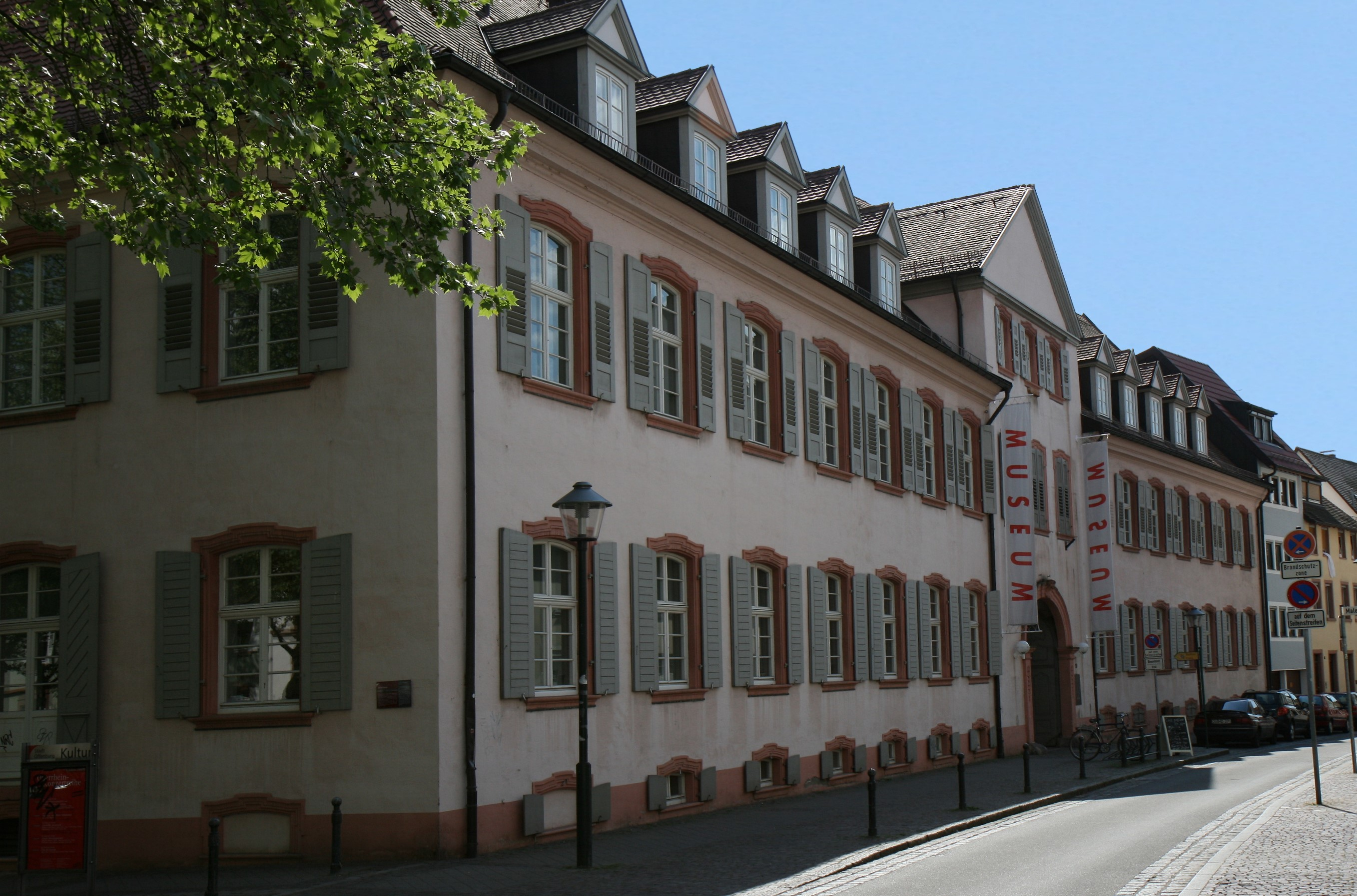
Offenburg Ritterhaus

Die Ortenauer Reichsritterschaft oder Unmittelbare freie Reichsritterschaft in Schwaben, Viertels am Neckar und Schwarzwald, Ortenauischen Bezirks war ein 1474 erstmals in Erscheinung tretende Vereinigung von Reichsrittern in der Ortenau. Mit der Mediatisierung der Reichsritter 1806 und der Eingliederung der in der Ortenau liegenden reichsritterschaftlichen Gebiete in das Großherzogtum Baden war auch die Ortenauer Reichsritterschaft Vergangenheit.

## Geschichte
Der badische Markgraf, Karl I., schloss am 28. Juli 1474 mit 27 Personen aus acht Ortenauer Adelsgeschlechtern einen Bund auf 15 Jahre. Der Markgraf wollte mit dem Vertrag die Adeligen fester an sich binden, die Ritter versprachen sich durch die Anlehnung an den Fürsten einen Schutz gegen Angriffe Dritter auf ihre Rechte. Zudem sah der Vertrag auch Mechanismen zur Konfliktregelung untereinander vor. Dieser Vertrag wird in der Literatur auch als Vorläufer der Reichsritterschaft in der Ortenau gedeutet; als Anlass wird die Bedrohung der Reichsritter – insbesondere der Herren von Schauenburg – durch den burgundischen Landvogt Peter von Hagenbach gesehen, der allerdings bei Vertragsabschluss schon hingerichtet war.
Dieses Bündnis wurde nicht erneuert, aber die von Schauenburg, Roeder von Diersburg und von Neuenstein schlossen 1490 ohne den Markgrafen einen neuen Vertrag, dem sich andere Adelsgeschlechter anschlossen, da man nur vereint die Versuche der angrenzenden Landesherren abwehren konnte, die Reichsritter zu landsässigem Adel zu machen, wie dies den Habsburgern mit dem Breisgauer Adel gelungen war. 1497 und 1508 gab es nochmals neue Verträge, wobei aber die Beteiligung der Ritterschaft nachließ.
1522 waren die Ortenauer Ritter mit denen aus dem Kraichgau und dem Hunsrück verbündet. Auf dem Reichstag in Speyer wurde 1542 zur Finanzierung der Türkenkriege eine Reichssteuer beschlossen und auch die auf dem Reichstag nicht vertretene Reichsritterschaft konnte sich dem nicht entziehen. Die Ortenauer Ritterschaft entschied sich am 7. Juli 1542 dafür ihren Beitrag über den Kanton Neckar-Schwarzwald zu entrichten. 1552 waren die Ortenauer Reichsritter dann beim Rheinischen Ritterkreis vertreten. Später waren die Ortenauer ein Bezirk des Ritterkantons Neckar-Schwarzwald des schwäbischen Ritterkreises.
1677 trat der Ritterbezirk Ortenau wieder unabhängig vom Kanton Neckar-Schwarzwald auf. Nach der Beilegung gerichtlicher Auseinandersetzungen mit dem Kanton Neckar-Schwarzwald, die 1747 noch einen Höhepunkt erreichten, schloss sich der Bezirk 1749 wieder dem Kanton an.
Eine Sonderstellung des Ritterbezirks Ortenau war durch die engen Beziehungen zur Stadt Straßburg und zur Ritterschaft im Unterelsaß begründet. Viele elsässische Adelsgeschlechter waren auch in der Ortenau immatrikuliert.

## Organisation
1780 war Franz Ludwig Freiherr Waldner von Freundstein der präsidierende Direktorialrat des Ritterbezirks, dem vier weitere Räte angehörten. Der Bezirk hatte in Kehl eine eigene Kanzlei mit einem Syndikus. Die Kanzlei war dann zuletzt im Ritterhaus in Offenburg.

## 1772 vertretene Adelsfamilien
- von Berckheim
- von Bernhold zu Eschau
- von Berstett
- Bock von Bläsheim
- Böcklin von Böcklinsau
- von Bodeck und Ellgau
- von Botzheim
- von Dungern
- von Erthal
- von Frankenstein
- von Gail
- Gayling von Altheim
- Knebel von Katzenelnbogen
- von Meiershoffen zu Gröbern
- von Neuenstein
- von Ratsamhausen zu Eckenweyr
- von Ratsamhausen
- von Ried
- Roeder von Diersburg
- von Schauenburg
- von Schleyß
- Schmid von Brandenstein
- von Stein zum Reichenstein
- Waldner von Freundstein
- von Wrede

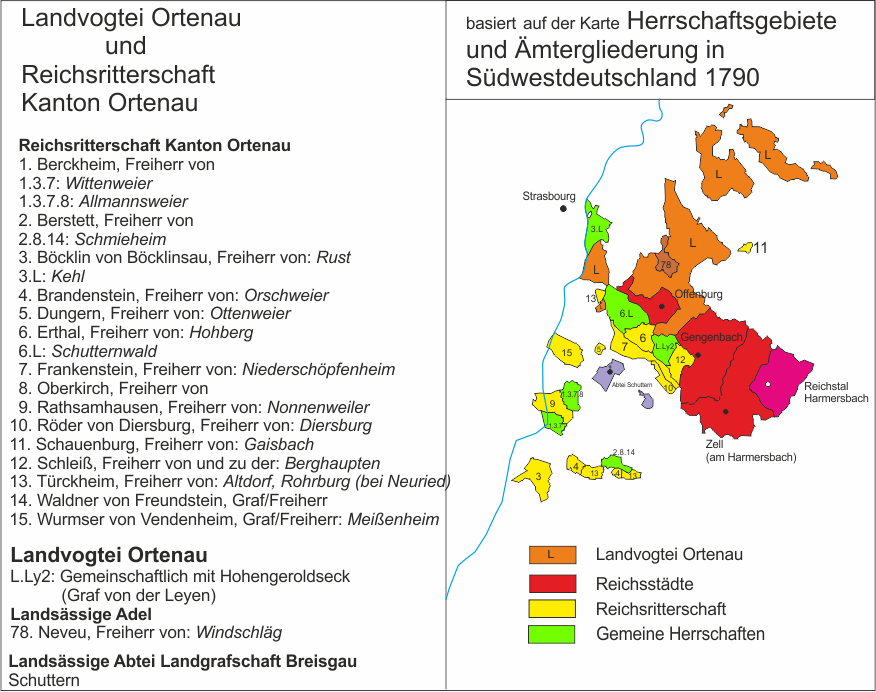
Reichsritterschaft Kanton Ortenau und Landvogtei Ortenau

- Wurmser von Vendenheim (darunter auch der spätere Feldmarschall Dagobert Sigmund von Wurmser)
- Zorn von Bulach

## Reichsritterschaftliches Gebiet in der Ortenau
Die Grenze des Ritterbezirks bildeten im Norden die Flüsse Murg und Oos, im Osten der Schwarzwald, im Süden die Bleiche und im Westen der Rhein.
Eine Liste der reichsritterschaftlichen Orte von 1771 weist 50 Ortschaften auf. Das dabei aufgeführte Oberkirch war allerdings kein ritterschaftlicher Ort, sondern nur das bei Oberkirch liegende und heute dort eingemeindete Gaisbach, das den Herren von Schauenburg gehörte.
In der Ortenau gab es neben den ritterschaftlichen Orten auch Freihöfe, die teilweise zur Ritterschaft zählten.

## Wappen

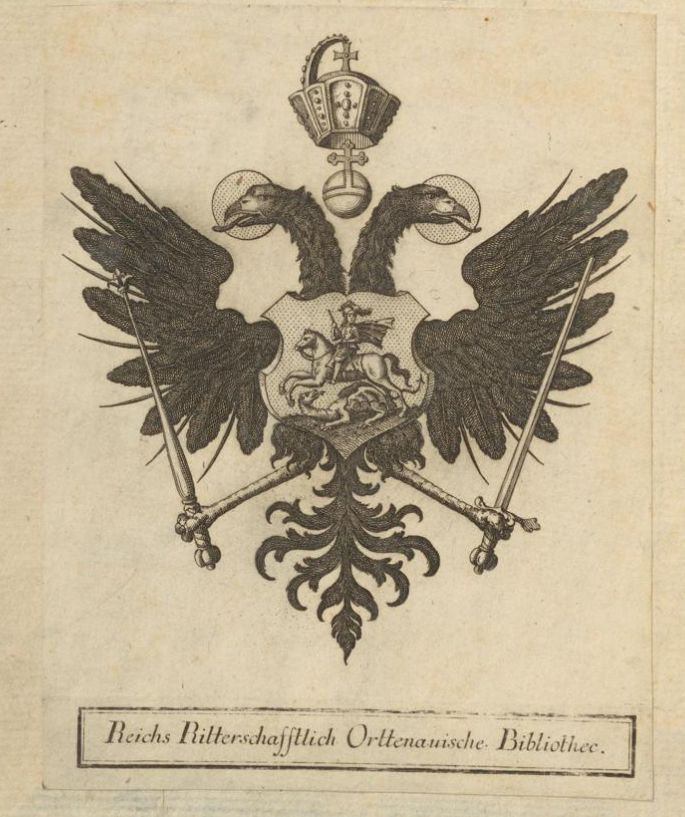
Exlibris mit Kantonswappen

Dem Wappen des Ritterbezirks nachgebildet wurde das Wappen des Ortenaukreises. Es zeigt den schwarzen Doppeladler des Reichs mit einem Brustschild auf dem der Heilige Georg abgebildet ist, wie er den Drachen tötet.

## Mediatisierung
Während nahezu alle freien Reichsstädte bereits 1803 durch den Reichsdeputationshauptschluss mediatisiert wurden, entging die Reichsritterschaft diesem Schicksal zunächst noch. In § 28 wurden sogar noch Entschädigungen für deren Verluste an linksrheinischen Besitzungen vorgesehen.
§ 28. Die Entschädigungen, welche etwa einzelnen Mitgliedern der Reichsritterschaft gebühren dürften, werden, so wie die Indemnisationsergänzung der Reichsgrafen, im Verhältniß ihrer rechtmäßigen Ansprüche, in so weit sie nicht durch die nunmehr zu erwartende Aufhebung des Sequesters bewirkt werden, in immerwährenden Renten auf jene Einkünfte angewiesen, welche zu einer weitern Bestimmung übrig bleiben dürften.
Gleichwohl versuchten Bayern und Württemberg bereits 1802/1803 im sogenannten Rittersturm die Landesherrschaft über die von ihrem Territorium eingeschlossenen ritterschaftlichen Gebiete zu gewinnen; Baden nahm von solchen Aktionen ohne Rechtsgrundlage Abstand.
Ende 1805 begann jedoch der Wettlauf der Landesherren um die Vereinnahmung der Ritterorte, wobei Württemberg am 19. November 1805 mit einer offiziellen Verkündigung den Beginn machte, dem am 28. November bereits die Besetzung des Ritterortes Flehingen und weiterer Orte im Kraichgau folgte. Der badische Kurfürst Karl Friedrich beschloss am 3. Dezember 1805 nach kontroversen Diskussionen in seinem Geheimratskollegium bei Württemberg zu protestieren und seinerseits die von Baden eingeschlossenen oder an Baden angrenzenden Ritterorte besetzen zu lassen. Ab 9. Dezember wurden auch die kur-badischen Okkupations-Kommissare Dawans, Stößer und Maler tätig. Mit der ordre de jour des französischen Kriegsministers Berthier vom 19. Dezember 1805 war das Schicksal der Reichsritterschaft de facto besiegelt. Die französischen Generale in den besetzten deutschen Gebieten wurden angewiesen die Okkupation der Ritterorte durch die mit Frankreich verbündeten Kurfürsten von Bayern, Württemberg und Baden zu unterstützen. Die Konflikte zwischen Württemberg und Baden eskalierten – insbesondere im Kraichgau – und führten im Mai zur Besetzung der strittigen Orte durch französische Truppen. Erst am 13. November 1806 schlossen Baden und Württemberg – auf französischen Druck – einen Staatsvertrag über die Aufteilung der Ritterorte. Die Ritterorte des Ritterbezirks Ortenau fielen dabei jedoch insgesamt an Baden.
Mit der Rheinbundakte erhielten die Besetzungen auch eine Rechtsgrundlage.
Art. 25. Ein jeder der conföderirten Könige und Fürsten soll die in seinen Besitzungen eingeschlossenen ritterschaftlichen Güter mit voller Souverainetät besitzen. Die zwischen zwei conföderirten Staaten gelegenen ritterschaftlichen Güter sollen in Hinsicht auf Souverainetät so gleich als möglich getheilt werden, dergestalt jedoch, daß daraus weder eine Zerstückelung noch eine Vermischung der Gebiete entstehe.
| Datum             | Ereignis                                            | Anmerkungen | Link auf Dokument           |
| ----------------- | --------------------------------------------------- | --- | --------------------------- |
| 25. Februar 1803  | Reichsdeputationshauptschluss                       | der Reichsritterschaft werden Geldentschädigungen für verlorene linksrheinische Besitzungen in Aussicht gestellt                                           | § 28                        |
| 3. Dezember 1805  | Beschluss des Kurfürsten                            | Kurfürst Karl Friedrich beschloss auf das Vorgehen Württembergs hin seinerseits ebenfalls ritterschaftliche Orte zu besetzen                               |                             |
| 9. Dezember 1805  | Beginn der badischen Okkupation von Ritterorten     | |                             |
| 19. Dezember 1805 | Armee-Befehl des französischen Marschalls Berthiers | | Zitat                       |
| 26. Dezember 1805 | Friede von Preßburg                                 | die Ortenau wird dem Kurfürstentum Baden zugesprochen, wobei die ritterschaftlichen Orte nicht erwähnt werden                                              | Art. VIII.                  |
| 12. Juli 1806     | Rheinbundakte                                       | die Landeshoheit über die ritterschaftlichen Besitzungen wird dem Fürsten zugewiesen in dessen Territorium die ritterschaftlichen Orte eingeschlossen sind | Art. 25                     |
| 13. November 1806 | Staatsvertrag                                       | Baden und Württemberg regeln die Landeshoheit über die Ritterorte                                                                                          | Landesarchiv E 40/11 Bü 693 |
| 25. November 1806 | Landesherrliche Verordnung                          | Einteilung der unter badische Hoheit gehörigen Ritterorte                                                                                                  | Verordnung                  |